# Granietmosfamilie
De granietmosfamilie (Hedwigiaceae) is een familie van mossen uit de orde Hedwigiales.

## Determinatie
De mossen groeien in dichte gazons. De stengels zijn onregelmatig vertakt. De bladeren zijn dicht en liggen dakpansgewijs. De bladeren zijn breed ovaal, hol en hebben geen bladnerf. De perichetiale bladeren zijn groter. De soort is eenhuizig en zelfbestuivend. Het sporenkapsel is rechtopstaand en heeft geen peristoom. De calyptra is klein en heeft de vorm van een hoed of pet. Het aantal chromosomen is n = 10, 11, 21 of 22.

## Ecologie
De soorten uit de granietmosfamilie groeien voornamelijk op droge, zure standplaatsen. Ze zijn te vinden op blootgestelde silicaatrotsen, muren en daken.

## Verspreiding
De verspreidingsfocus van de soort van deze familie ligt in de warme streken van de aarde. De meeste geslachten zijn echter te vinden met individuele vertegenwoordigers in Europa. Het enige Centraal-Europese geslacht is Hedwigia. Braunia alopecura komt slechts op enkele plaatsen in de zuidelijke Alpen voor en wordt beschouwd als een Tertiair relict.

## Geslachten
Het bestaat uit de volgende geslachten:
- Braunia Bruch & Schimp.
- Bryowijkia
- Hedwigia P.Beauv.
- Hedwigidium Bruch & Schimp.
- Pararhacocarpus Frahm
- Pseudobraunia (Lesq. & James) Broth.
- Rhacocarpus Lindb.